# Șah-Namé

Filă din manuscrisul "Cartea regilor" de Firdousi, deținut de Biblioteca Academiei Române

Șah-Namé (sau Šāhnāmeh), adică „Cartea regilor” sau „Cronica șahilor”, este un poem epic scris de către poetul persan Firdoùsi între 977 și 1010. Este epopeea națională a Iranului și a societăților înrudite. Constă din 50.000 distihuri  și povestește miturile și trecutul istoric al Iranului (Imperiul Ahemenid), de la întemeierea acestuia până la cucerirea islamică a Persiei în secolul al VII-lea. Iranul, Azerbaidjanul, Afganistanul, Tadjikistanul și marea regiune influențată de cultura persană, cum ar fi Armenia, Daghestanul, Georgia, Turcia, Turkmenistanul și Uzbekistanul sărbătoresc această epopee națională.
Firdousi era un musulman devotat care, iritat de influența arabă, a scris timp de 30 de ani, în limba persană, în versuri în care a folosit cât mai puține cuvinte derivate din limba arabă, alcătuind o adevărată istorie epică a Iranului. Denumită Cartea regilor, aceasta este o trecere în revistă a conflictelor și a aventurilor pe parcursul succesiunii a 50 de monarhii, prezentând venirea la tron, moartea, frecventele abdicări și detronări silite. Cartea se încheie cu descrierea cuceririi arabe, care e considerată un dezastru.
Lucrarea joacă un rol central în cultura și limba persană, fiind privită ca o capodoperă literară definitorie a identității culturale etno-naționale a Iranului. De asemenea, în prezent, este importantă pentru adepții zoroastrismului.
Șah-Namé este cel mai lung poem scris vreodată de un singur autor. Rolul lui Firdoùsi în formarea limbii persane și a culturii literare este similar cu cel al lui Johann Wolfgang von Goethe pentru literatura germană, al lui Aleksandr Pușkin pentru literatura rusă sau al lui William Shakespeare pentru literatura engleză.

## Prezentare generală
Marele poem epic al poetului persan Firdoùsi, Șah-Namé sau Cartea Regilor sau Shahnama, început în 977 și finalizat în 1010 d.Hr., documentează miturile formative, legendele și istoria timpurie a Iranului la fel cum poveștile lui Homer o fac pentru civilizațiile antice mediteraneene. Ambele au multe trăsături comune și sunt la fel de cruciale în modelarea culturii literare și a imaginii de sine a Europei de Vest și a lumii iraniene. Shahnama este de două ori mai lungă decât Iliada și Odiseea lui Homer puse împreună, constând din ceva între 40.000 și 60.000 de versuri, ceea ce îl face cel mai lung poem scris vreodată de o singură persoană. Shahnama spune povestea gloriei regale investite în regii Iranului de către Dumnezeu. 

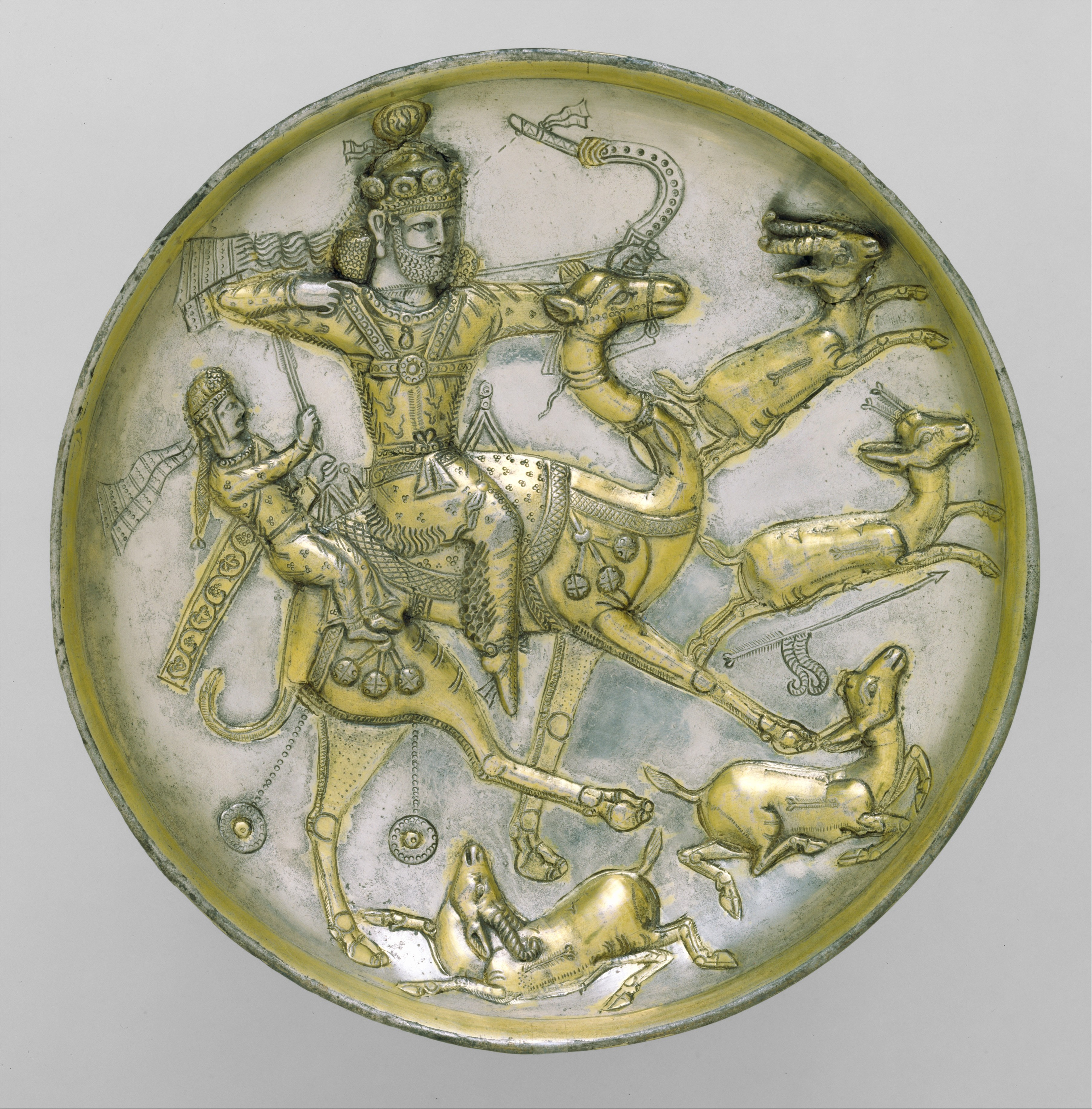
Placă cu o scenă de vânătoare din povestea lui Bahram Gur și Azadeh. Imaginile de pe această placă reprezintă cea mai veche reprezentare cunoscută a unui episod binecunoscut din povestea lui Bahram Gur, care pare să fi fost popular timp de secole, dar a fost înregistrat doar în Shahnameh, la secole după ce această placă a fost creată. Iran, secolul al V-lea. Aflat la Muzeul Metropolitan de Artă

Sursele pentru majoritatea secțiunilor timpurii ale poemului sunt extrem de vechi, fiind recunoscută în Avesta, cartea sacră a Zoroastrienilor, care păstrează mituri și legende mult mai vechi, pre-zoroastriene. Firdousi ar fi avut acces la aceasta doar indirect. A extras din multe surse diferite, care acum nu pot fi identificate cu certitudine, dar printre ele se numărau versiuni persane noi și arabe ale cronicilor sasanide ale regilor iranieni, cum ar fi dihtjan Danishvars Khwadaynamag, compuse în Pahlavi și echivalentele lor populare.
Poemul povestește istoria omenirii de la crearea lumii, cu Iran în centru, până la distrugerea Imperiului Persan la începutul secolului al VII-lea d.Hr. de către cuceritorii arabi musulmani; este prin definiție o carte regală, dedicată domniilor vechilor regi ai Iranului. Nu numai că povestește istoria lor, ci este și o poveste morală despre manierele regilor și regulile etice ale comportamentului curtenesc. Copii au fost comandate frecvent și regulat de prinții numeroaselor dinastii care au condus Iranul de-a lungul istoriei sale lungi.
Autorul poemului, Firdoùsi este numit Homer al Persiei în scrierile lui Sir William Jones, care plănuia să scrie o poezie despre Rostam și Sohrāb, după modelul tragediei grecești, iar Charles Augustin Sainte-Beuve l-a numit „l'Homère de son Pays”.

## Contextul istoric

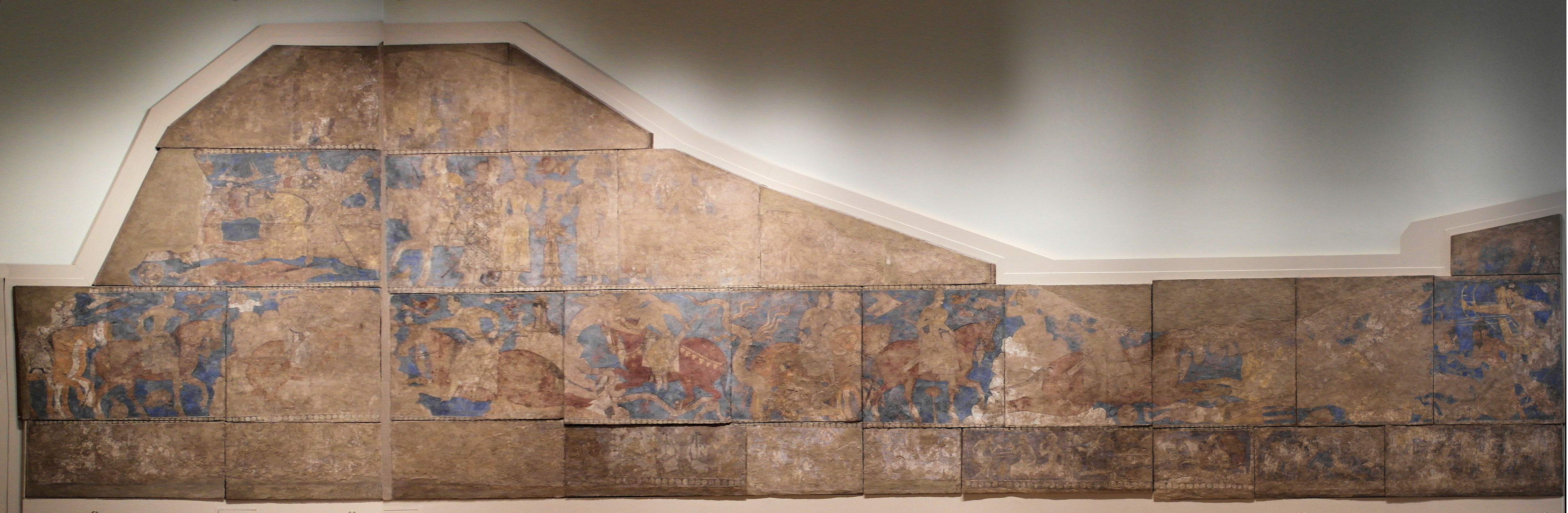
„Ciclul Rostam ” - fragment din picturile murale Penjikent din Muzeul Ermitaj. Secolele VII-VIII

Așa cum este cazul epopeii majore din alte tradiții, apariția poemului Șah-Namé marchează un moment de tranziție. Este, pe de o parte, o compilare și o rezumare a ceea ce se crede că s-a întâmplat înainte și, în acest sens, marchează în mod conștient sfârșitul unei epoci, astfel încât poetul scrie cu un sentiment de întârziere, de a trăi iremediabil după epoca de aur pe care o înregistrează. Dar este și un început, prin aceea că din ea derivă o nouă tradiție; imaginea de sine a oamenilor ai căror presupuși strămoși sunt celebrați în lucrare este turnată, prin lucrarea însăși, într-un nou tipar. 

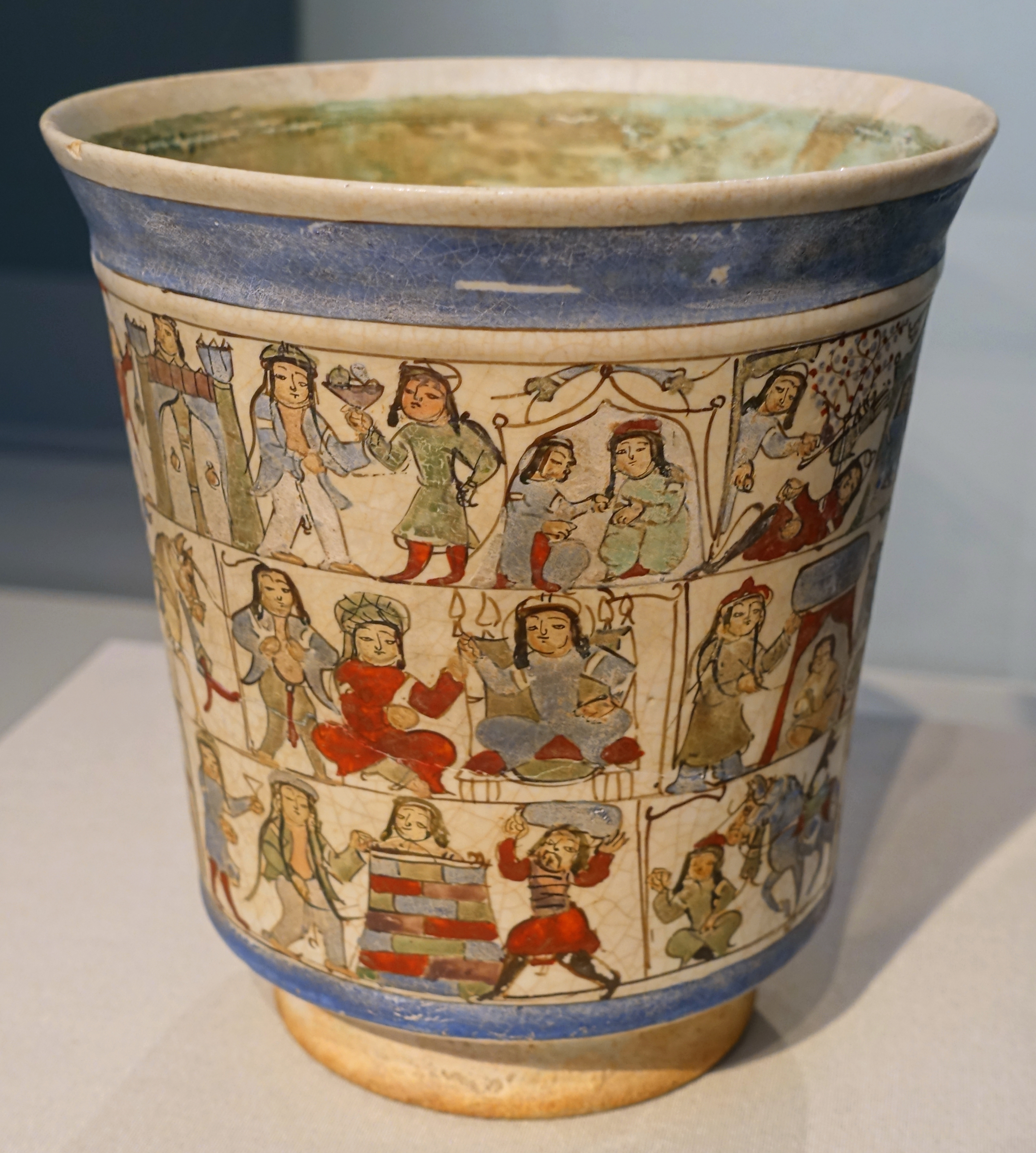
Pahar (ceramică mina'i) ilustrând povestea lui Bijan și Manijeh. Iran, sfârșitul secolului al XII-lea. Galeria de artă Freer

Autorul poemului, Firdoùsi, a trăit într-o perioadă în care o astfel de reformare a tradiției persane era aproape în mod unic posibilă - puțin mai devreme sau mai târziu și nu ne putem imagina că poemul său ia existență într-o formă atât de emfatică și de redefinire culturală. Prin urmare, pentru a înțelege Șah-Namé, este necesar să cunoaștem ceva din timpul în care a fost produs.
Punctul de cotitură al istoriei persane este reprezentat de cucerirea arabă/islamică din secolul al VII-lea a sasanizilor, ultima dinastie preislamică care a condus Iranul. Din perspectiva secolului al XXI-lea, acest lucru s-a întâmplat aproape exact la jumătatea istoricului: există aproximativ 1300 ani de civilizație persană înregistrată înainte de acest moment (din secolul al VI-lea î.e.n. și întemeierea Imperiului Ahemenid) și există aproximativ 1300 ani din acest moment până în prezent. Longevitatea și caracterul distinctiv al civilizației persane în timpul erei pre-islamice au fost factori majori în lumea antică și, deși în Occident puterea politică s-a mutat de la greci la romani, Persia a rămas mai mult sau mai puțin constantă ca centrul unei continue și specifice civilizații.

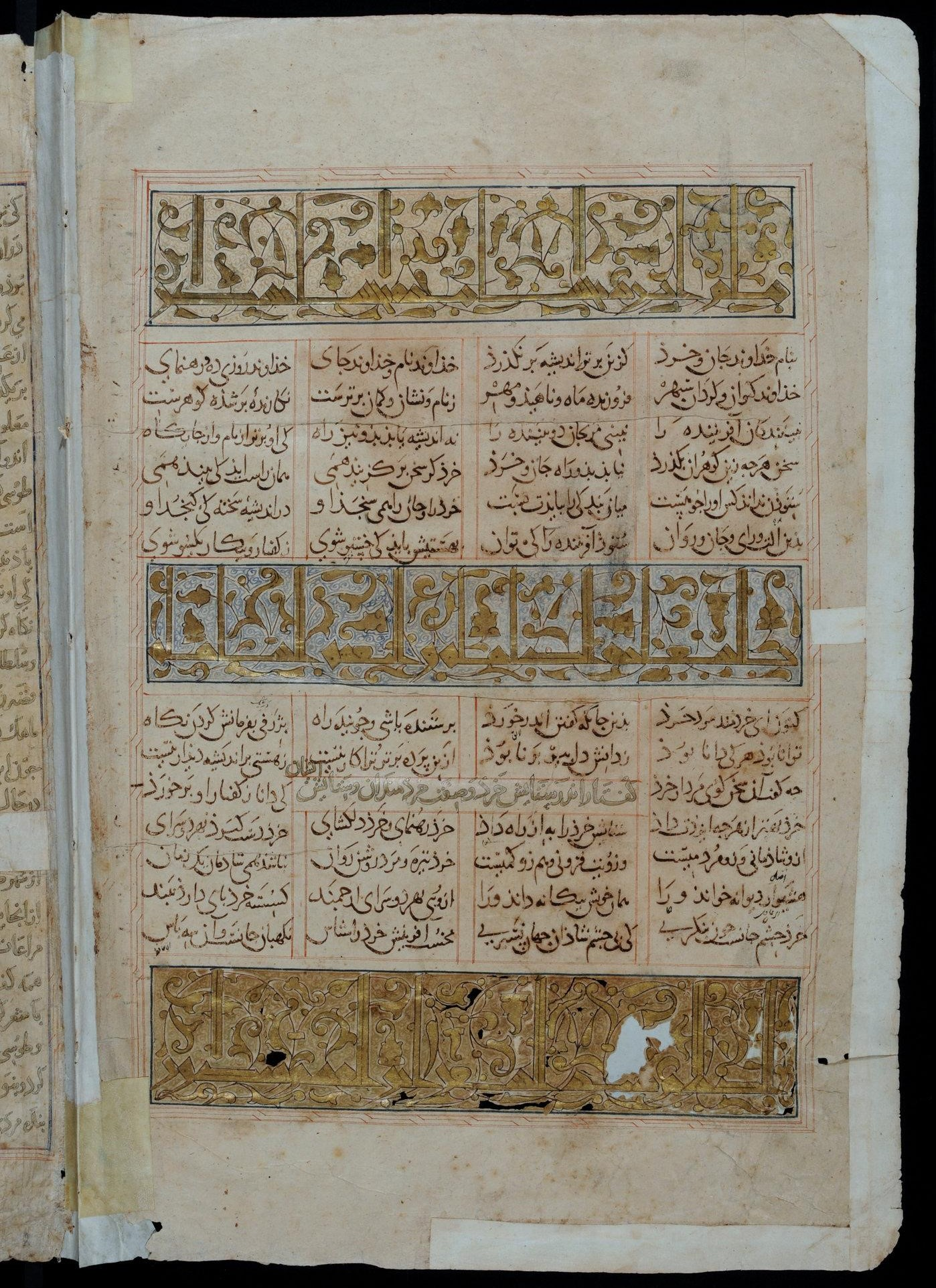
Pagina din Florence Shahnameh, cel mai vechi manuscris Shahnameh cunoscut. Probabil din Anatolia, 1217. Aflat în Biblioteca Națională Centrală din Florența

Cucerirea arabă din secolul al VII-lea e.n. a venit, așadar, ca un șoc copleșitor, mai ales că trebuie să fi părut pentru o vreme ca și cum civilizația persană va dispărea ca entitate care se distinge de cultura altor țări cuprinse în Califat. Un savant iranian a numit consecințele amorțite ale cuceririi din Iran drept „cele două secole de tăcere”.
Au urmat o serie de revolte, în special în regiunea Fars, și multe orașe au trebuit să fie recucerite din nou și din nou.
Dinastia Omeiadă (661-750) avea puțină atenție față de civilizația și sensibilitățile persane și i-a tratat chiar și pe convertiți la islam ca cetățeni de clasa a doua dacă nu erau arabi.
Dinastia a fost succedată de Dinastia Abbasidă în anul 750 e.n., urmare a revoltei care a început în Khorasan. Capitala s-a mutat la Bagdad, iar califul al Ma'mun a fost cunoscut pentru simpatia acestuia față de cultura persană, mama acestuia și ministrul șef fiind de origine persană. Iranienii au devenit proeminenți în serviciul civil și perioada Abbasidă a însemnat o puternică persanizare a culturii de curte, însă începutul perioadei a fost marcat și de existența mai multor revolte în Persia împotriva regulilor de la Bagdad.

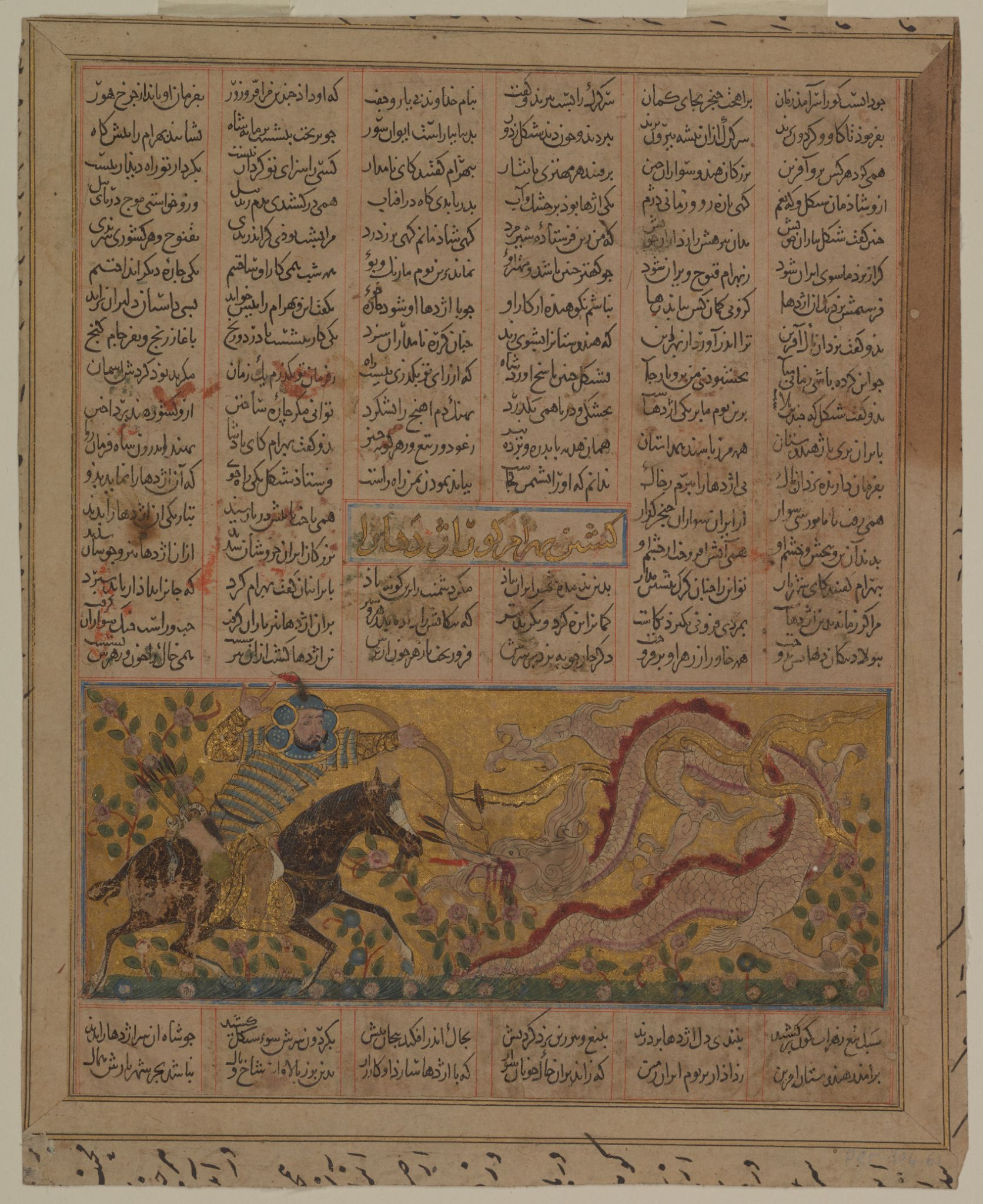
Bahram Gur ucide un dragon în India, in-folio din First Small Shahanama. Posibil din Tabriz, c. 1300. Biblioteca Chester Beatty

O slăbire treptată a puterii califului a însemnat că, în secolul al X-lea, dinastiile locale controlau o mare parte din Iran, deși încă dețineau nominal puterea sub autoritatea califului. În vest, inclusiv în însuși Bagdadul pentru o vreme, au domnit Buyizii; aceasta a fost o dinastie care a pretins descendența din sasanizi, a reînviat pentru sine titlul sasanid de „rege al regilor” și, în credințele ei culturale, părea gata să îmbrățișeze orice ar distinge-o de abbasizi. Avea simpatii șiite puternice (abasizii fiind suniți) și curtea de la Buyid a celebrat, de asemenea, vechile festivaluri zoroastriene; acest amalgam sincretic și cvasi-naționalist este o prefigurare curioasă a unei perioade mult mai târzii a culturii iraniene, începând cu secolul al XVI-lea. În nord-est, samanizii au condus pe tot parcursul secolului al X-lea; această dinastie foarte talentată, energică și sofisticată din punct de vedere cultural a pretins descendența din Bahram Chubineh, un general sasanid pe care Firdoùsi îl tratează îndelung. A promovat în mod activ interesul pentru cultura antică iraniană (deoarece pretențiile sale de legitimitate a guvernării proveneau în mare parte din această sursă), comandând traduceri și încurajând un interes anticar în trecutul țării. Cel mai important lucru pentru dezvoltarea ulterioară a literaturii persane a fost că dinastia a folosit ca limba de curte noua persană (persana modernă, limba care s-a dezvoltat de la cucerire).

## Temele poemului

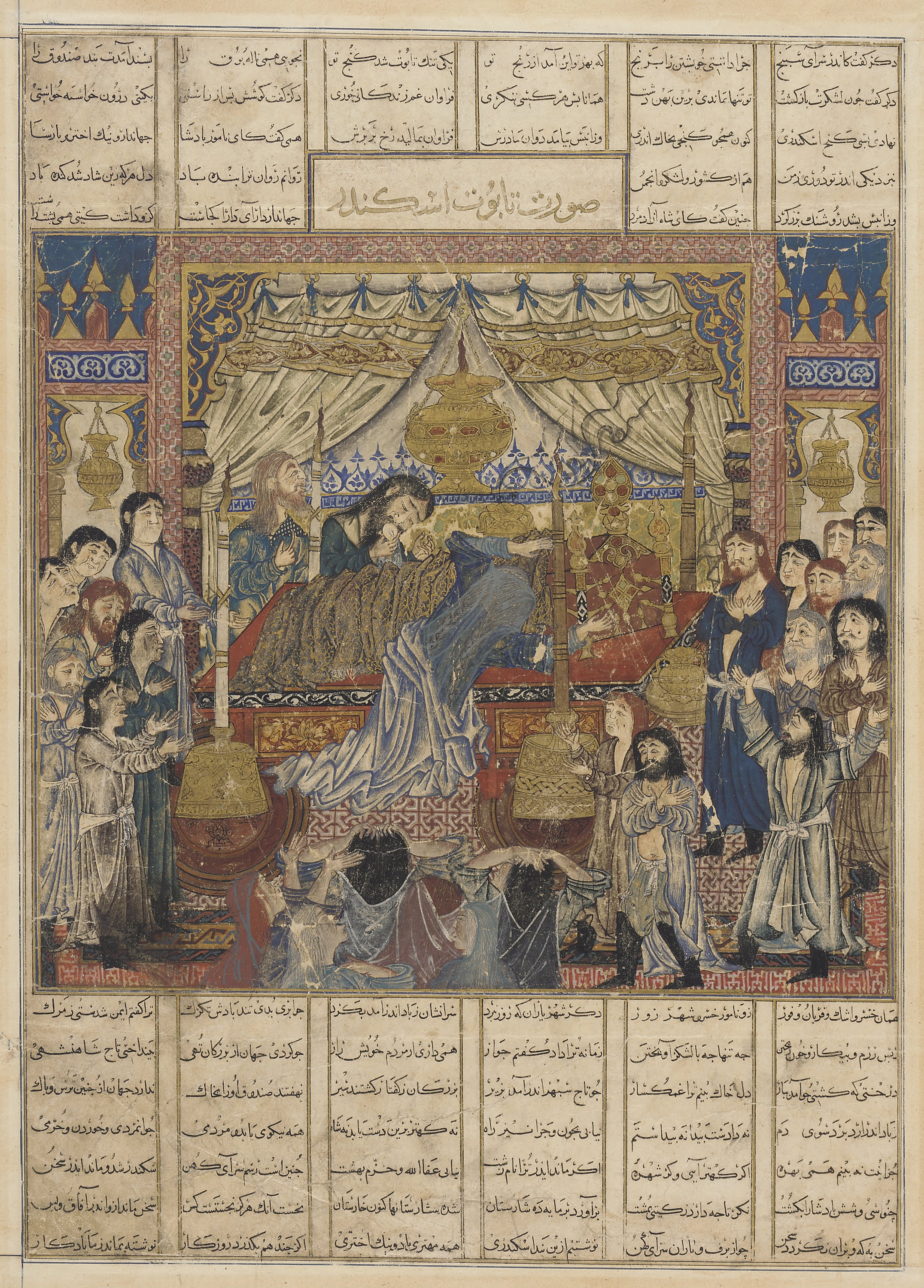
Sicriul lui Iskandar, in-folio din Marele manuscris mongol Shahnameh. Tabriz, c. 1330. Galeria de artă Freer

Shahnama spune povestea gloriei regale investite în regii Iranului de către Dumnezeu.   
Șah-Namé este, în general, împărțit în: 
- mitic,
- legendar
- și în secțiuni istorice.

Temele universale ale poemului au lovit o coardă rezonantă în inimile și mințile generațiilor în curs de desfășurare. Poveștile sale despre ascensiunea și căderea marilor dinastii, disputele dintre regi și eroi și conflictele dintre tați și fii tratează luptele omului împotriva naturii, a sorții și a propriei sale conștiințe. Ele reflectă atât tradiții de lungă durată, cât și realități de actualitate.

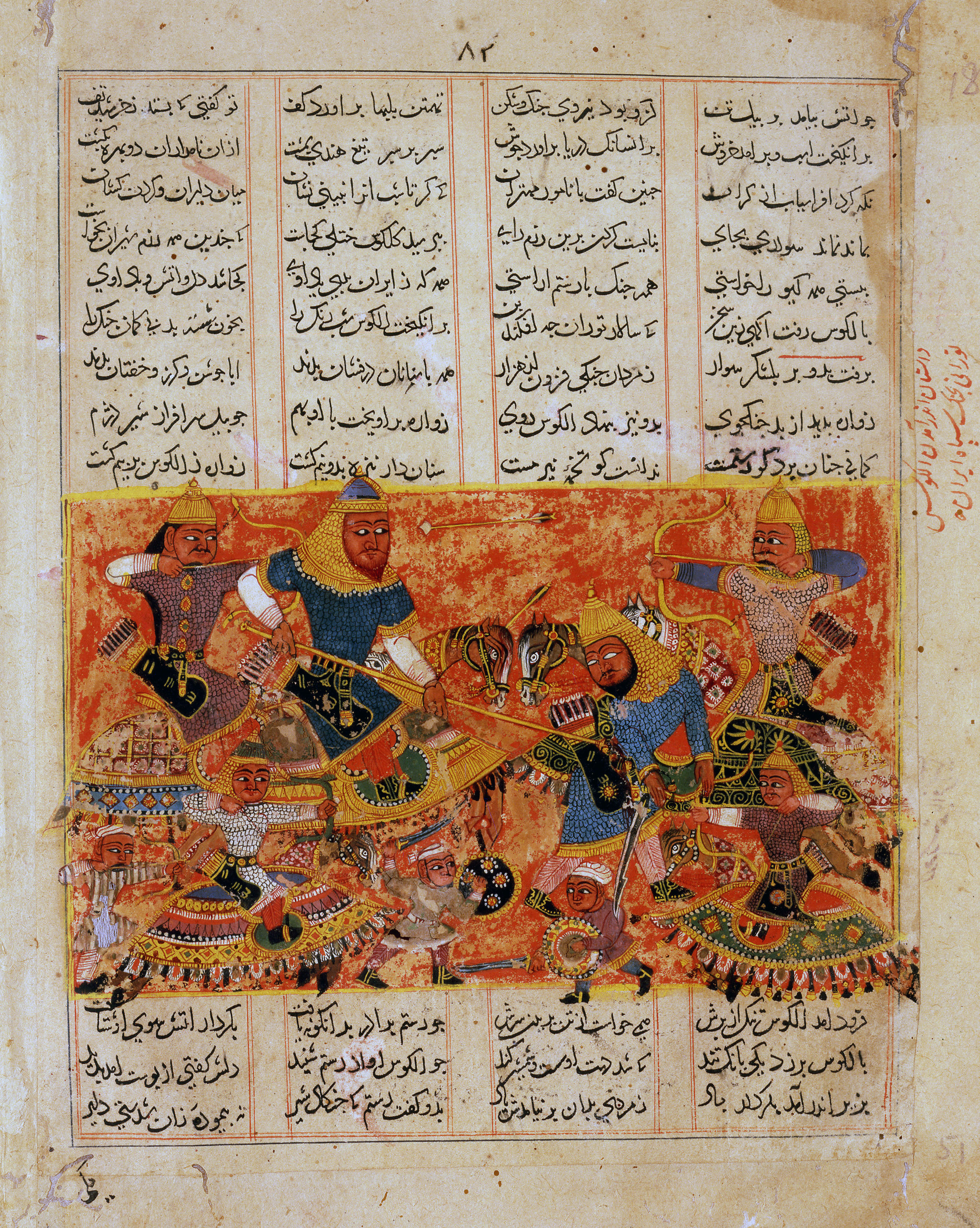
Rostam îl ucide pe eroul turanian Alkus cu Lancea sa, In-Folio din Jainesque Shahnama. Vestul Indiei, c. 1425–1450. Colecția David

Poemul este în esență o cronică a regilor, cu secțiunile mai mari împărțite în funcție de încoronările și decesele monarhilor individuali. Acoperă domnia a cincizeci de regi, de la primul, Kiyumars, până la cel lipsit de noroc Yazdegerd, ucis în timp ce fugea de arabii înaintați. Regii și eroii lui Firdoùsi sunt implicați în mod constant în bătălii, vânătoare și recepții la curte – sărbătoare și lupte.
Diferitele roluri ale femeilor în poem indică părerile lui Firdoùsi asupra ordinii sociale. Un bun exemplu este povestea lui Bahram Gur care și-a pedepsit cu cruzime iubita, Azadeh, pentru îndrăzneala ei. Azadeh era o muziciană bună, dar inferioară din punct de vedere social – era o sclavă, în timp ce Bahram Gur urma să devină regele sasanid Bahram V, celebrat în literatură și artă ca fiind unul dintre ultimii eroi epici. Unirea unui prinț și a unei sclave a fost, conform concepției sociale a Shahnameh, la fel de absurdă precum numele lui Azadeh, care înseamnă „liber, nobil”. 
Pe de altă parte, Ferdousi a susținut că femeile de descendență regală aveau drepturi egale cu bărbații atunci când era vorba de problemele inimii. Tahmineh, frumoasa fiică a regelui Samangan, a venit la eroul Rostam, care stătea noaptea în castelul tatălui ei, și s-a oferit ca mamă pentru copilul său.

## Structura poemului

### Prima secțiune

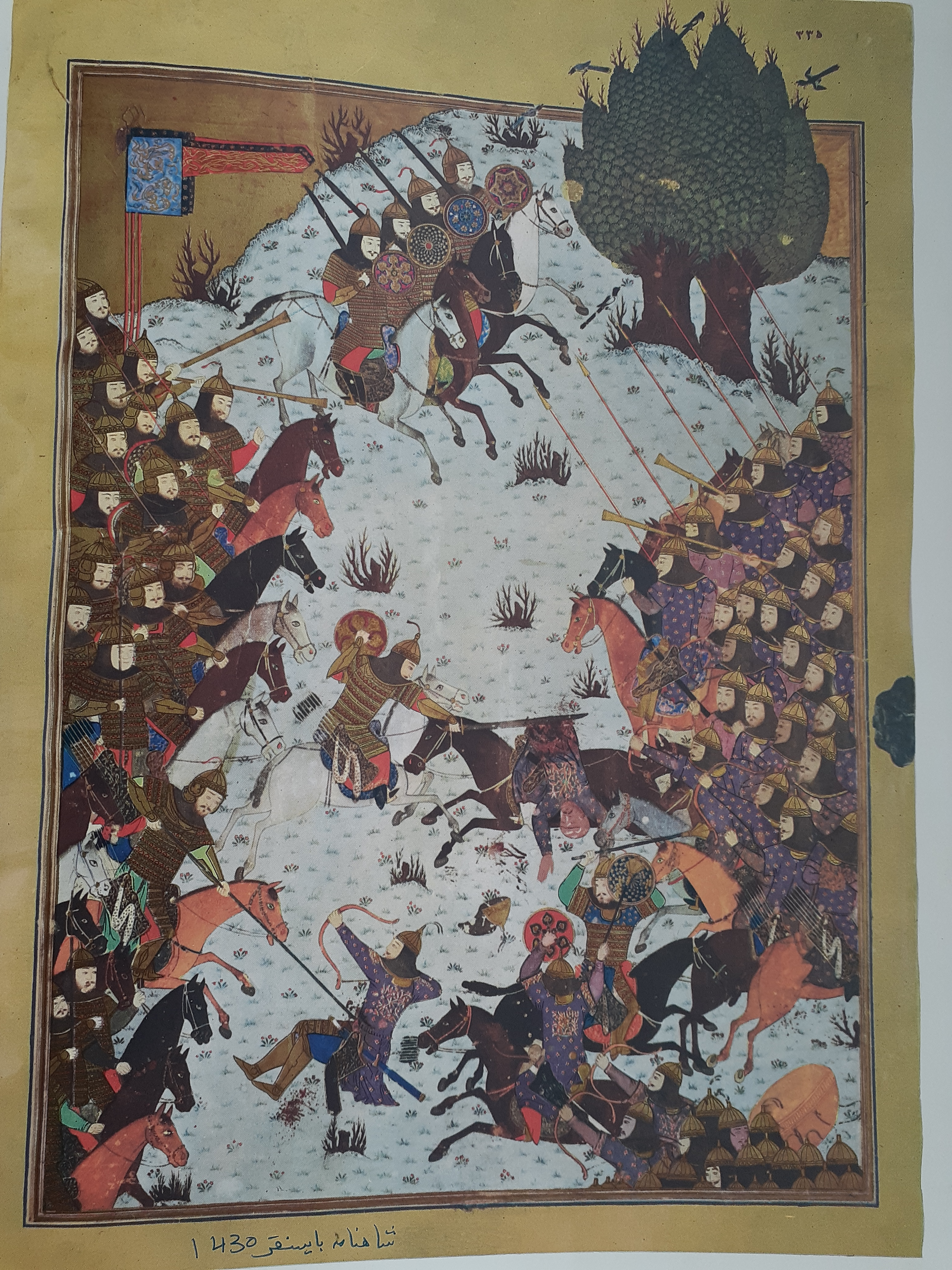
O bătălie între Kai Khusrau și Aila, Folio din Baysunghuri Shahnameh, care face parte din Registrul Memoriei Lumii al UNESCO. Herat, 1426–1430. Biblioteca Palatului Golestan

Prima secțiune include formarea societății umane, domesticirea animalelor, lupta cu forțele răului și definirea teritoriului iranian în raport cu vecinii ei. Cheia acestor episoade timpurii este domnia lui Jamshid, regele drept, civilizator, care a căzut totuși din grație din cauza mândriei excesive și a fost înlocuit de tiranul străin, Zahhak. Faridun, care în cele din urmă a reușit să-l detroneze, a luat, la rândul său, decizia fatidică de a împărți tărâmul între cei trei fii ai săi, ducând la înstrăinarea permanentă a Iranului, cea mai aleasă parte, de la Turan la est și Rum (Asia Mică) la vest.

### Secțiunea a doua

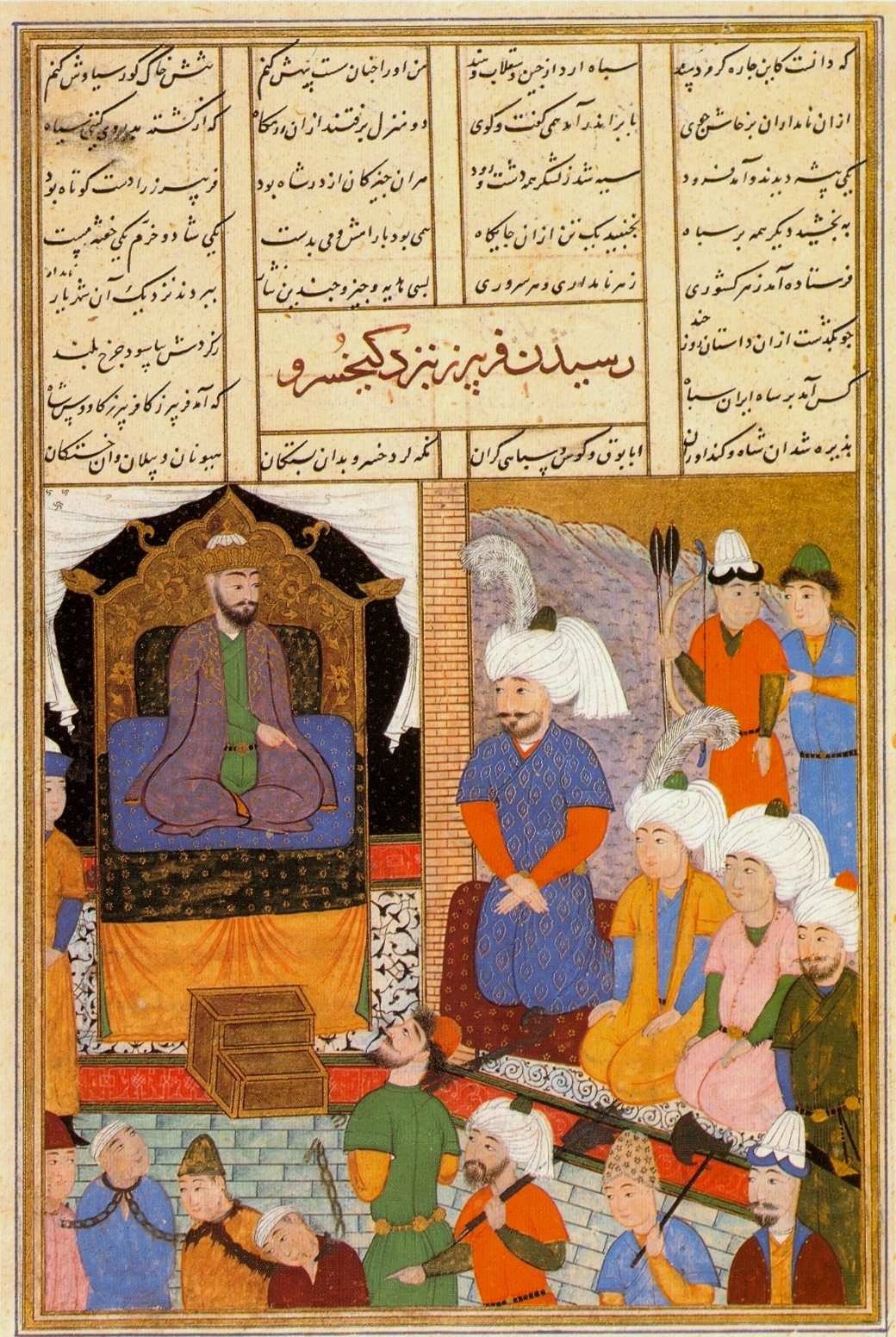
Kai Khusrau și Fariburz, In-Folio din Big Head Shahnameh. Gilan, 1493–1494. British Museum

Secțiunea a doua încorporează episoade din „ciclul Sistan” de discuții despre eroul Rostam și familia sa, care erau conducătorii semi-independenți ai Sistanului din sud-estul Iranului. Rolul esențial al familiei lui Rostam a fost să sprijine și să apere Iranul în războaiele ei nesfârșite cu Turan și să-i salveze pe șahi de consecințele proastei lor judecăți și nebunii. Această parte conține unele dintre cele mai faimoase episoade din poem, cum ar fi tragediile lui Rostam și Sohrab, ale lui Siyavash și ciclurile de războaie care caută răzbunare pentru moartea lui. Se încheie cu înfrângerea finală și moartea rezistenței lui Afrasiyab, regele Turanului.
Printre temele persistente din aceste povești se numără conflictul dintre tați și fii, precum și între conducători și campionii lor.
Textul se divide adesea în acest punct, odată cu aderarea lui Luhrasp, dintr-o linie diferită de conducători, sub care curtea a adoptat noua religie a zoroastrismului. Bătrânul Rostam (care are cel puțin 600 de ani) refuză să accepte noua credință, preferând să respecte loialitățile anterioare. Eliminarea sa, după o bătălie cu propriul fiu al conducătorilor, Isfandiyar, ceea ce este fatal pentru amândoi, marchează sfârșitul secțiunii preistorice. Occidentul (adică Bizanțul sau Romul) începe acum să intre în imagine, în relațiile Iranului cu acest vecin și cu „cezarii” care au condus acolo. Numai cu cuceririle lui Alexandru cel Mare (Iskandar) și ale lui călătorii neliniștite în căutarea cunoașterii, Shahnama începe să spună povești care pot fi legate de evenimente istorice. Cu toate acestea, ciclul lui Alexandru este urmat de o tratare foarte scurtă a Așcanienilor, în ciuda faptului că aceștia au domnit timp de aproape 500 de ani (de la c. 247 î.Hr. până la c. 224 d.Hr.). Istoria sasanizilor este apoi acoperită în detaliu, mai ales domnia exemplară a lui Khusrau Anushirvan, cunoscută ca Anushirvan cel Drept. Pe vremea lui s-a născut profetul musulman Muhammad (iar acest lucru nu este menționat în Șah-Namé).

### Ultima secțiune

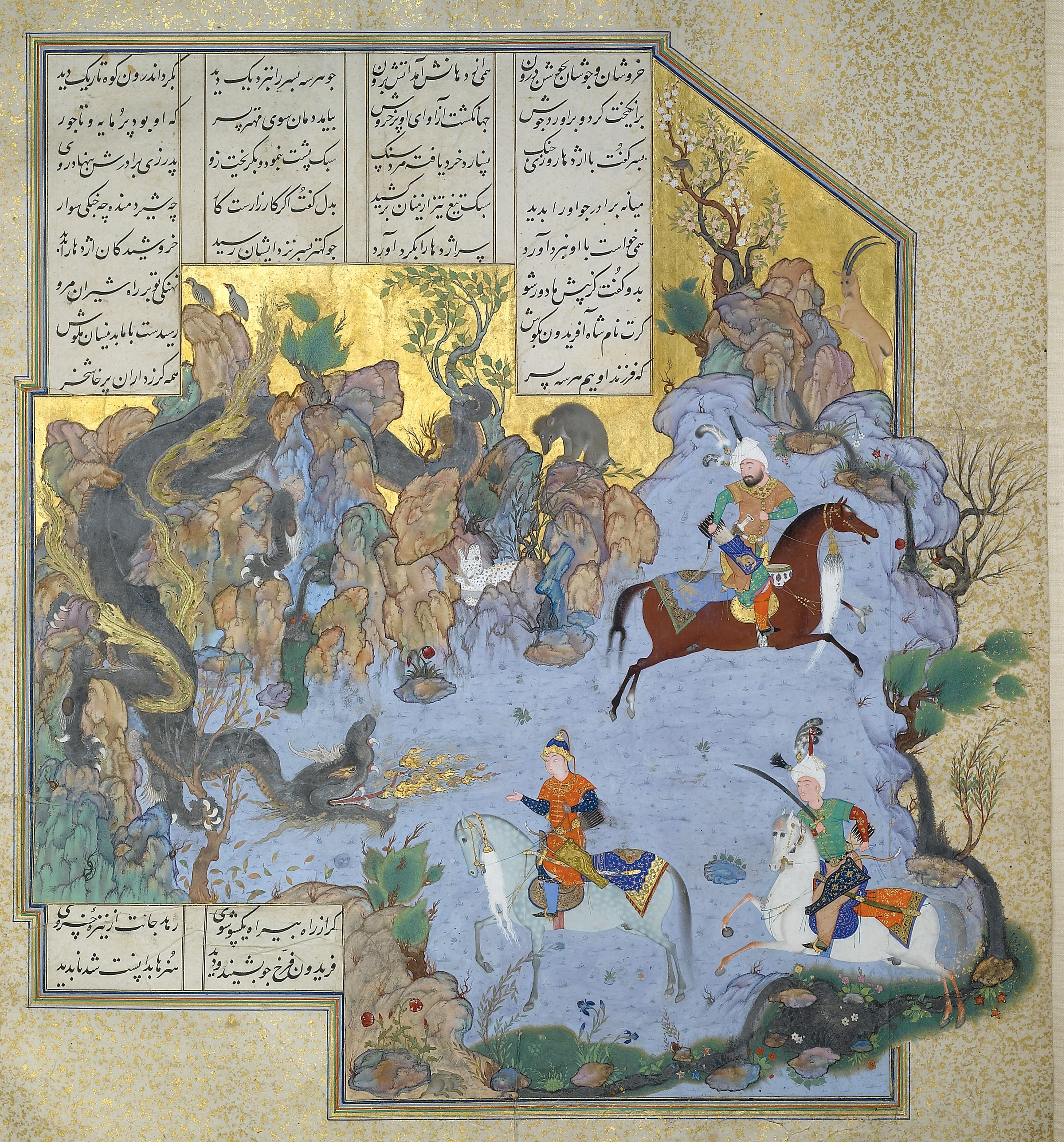
Fereydun își testează fiii, Miniatură de Aqa Mirak din Shahnameh al lui Shah Tahmasp. Muzeul Aga Khan

Ultima secțiune cuprinde uciderea conducătorului sasanid Yazdagird III (632^52) și pedeapsa ucigașului său, Mahuy Suri. Ultimele pagini răsună cu predicțiile despre moartea Iranului făcute de generalul persan Rustam, care a fost ucis în bătălia de la al-Qadisiyya de către comandantul arab Sa‘d ibn Waqqas în 637. Cele mai populare și amuzante episoade din secțiunea sasanidă privesc două figuri exemplare, prințul Bahrain Gur, marele vânător și afemeiat, a cărui pricepere îl aduce pe tron, și generalul Bahrain Chubina, pe care samanizii îl revendicau ca strămoș. Chubina a fost un rebel - provocat să pună mâna pe coroană, el era obligat să eșueze, deoarece nu avea dreptul dat de Dumnezeu să conducă (farr). Acest lucru face mai probabil să existe ceva adevăr în afirmația samanizilor, deoarece descendența unui uzurpator nu este genul de pedigree regal pe care l-ar inventa în mod normal.

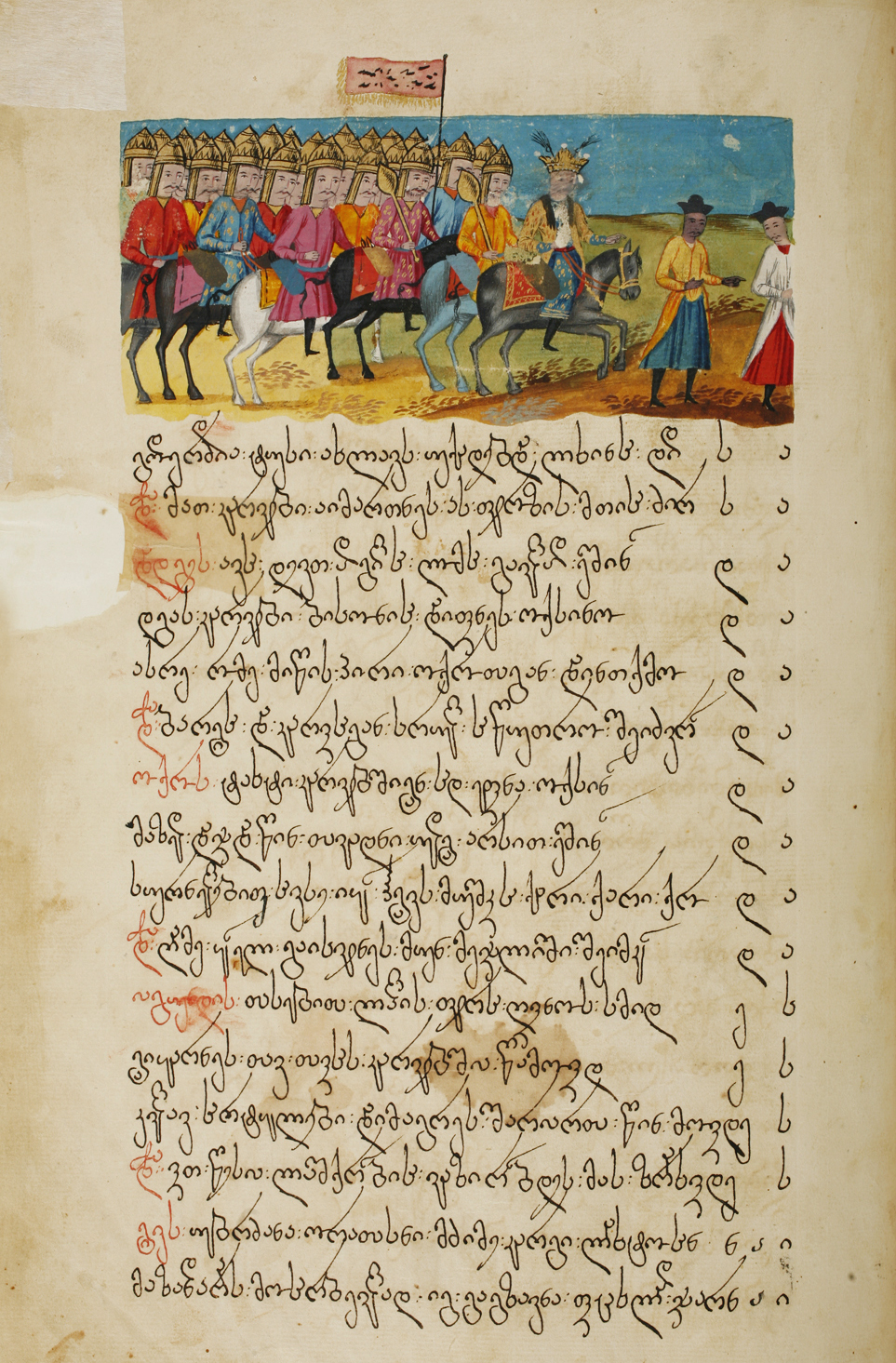
Pagina din manuscrisul lui Rostomiani, adaptare georgiană a lui Shahnameh

Proeminentă în tratarea lui Firdoùsi a perioadei sasanide este ideea că fiecare în societate are un loc fix, care nu ar trebui să fie deranjat de ambițiile personale și de mobilitatea socială. Narațiunea lungă și complicată pare a fi o succesiune de bătălii nesfârșite și scene de vânătoare, împletite cu povești romantice ocazionale, organizate după domniile regilor Iranului.
Poemul se termină cu căderea sasanizilor, pe care arabii îi înfrâng; dar, de data aceasta, nu există niciun semn de salvator. Salvatorul intenționat ar fi fost dedicatul inițial al lui Firdoùsi, care ar fi fost de așteptat să salveze națiunea de invazia culturală și militară. Cu toate acestea, până la terminarea poemului, nimeni nu putea îndeplini această misiune, cu excepția sultanului Mahmud, nepotul unui sclav turc, o alegere foarte paradoxală de a fi susținător al carismei regale iraniene pure.

## Conținutul poemului

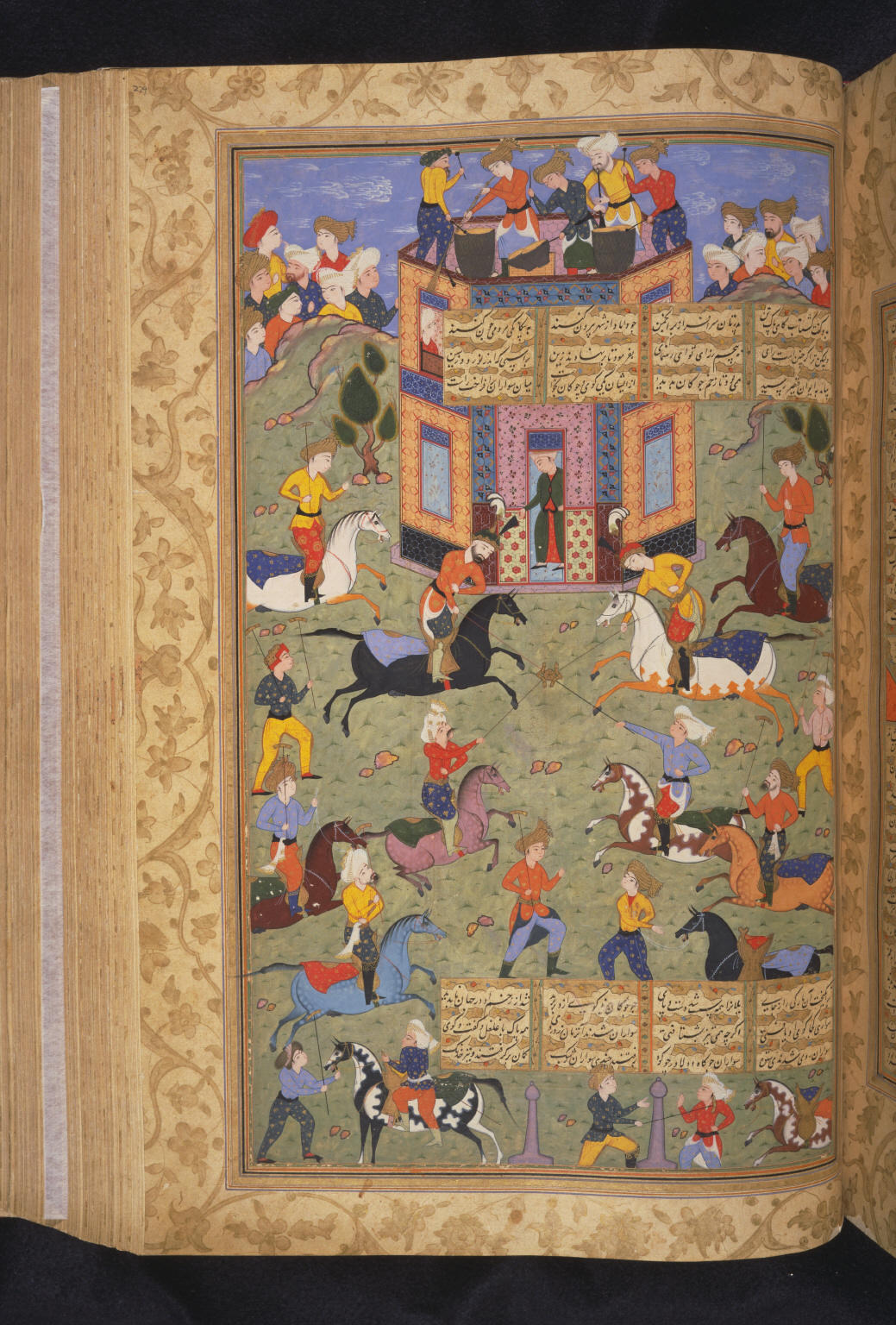
Gushtasp își arată priceperea la polo înaintea Qaisarului din Rum, In-Folio din Peck Shahnama. Shiraz, 1589–1590. Biblioteca Universității Princeton

Conform traducerii realizate de George Dan în cartea Șah-Name (Cronica Șahilor), culegere din epopeea persană întocmită și tălmăcită de George Dan, Editura Literatura Universală, București, 1969, conținutul poemului este următorul:
Satiră împotriva Șahului Mahmud predoslovia lui Firdousi
- Laudă înțelepciunii
- Cum a fost creat soarele
- Cum a fost creată luna
- Cum a fost creată Cronica Șahilor
- Despre rapsodul Dakiki
- Cum a fost începută epopeea

I. Kaiumors
- Cel dintîi șah

II. Hușang
- „SĂRBĂTOAREA FOCULUI"

IV. Geamșid
- Șahul Geamșid
- Povestea lui Zohhak și a tatălui său
- Eblis se înfățișă ca bucătar
- Moartea lui Geamșid

V. Zohakk
- Șahul Zohakk
- Zohhack îl văzu în vis pe Fereidun
- Povestea cu  Zohhack și faurul Kave
- Fereidun văzu fetele lui Geamșid
- Fereidun îl puse-n lanțuri pe Zohhak

VI. Fereidun
- Fereidun își îneacă feciorii
- Ștafeta lui Salm și Tur către Fereidun
- Răspunsul lui Fereidun către feciorii săi
- Iradj purcese către frații săi
- Iradj este ucis de frații săi
- Fereidun primi vestea morții lui Iradj
- Nașterea lui Manucehr
- Feciorii lui Fereidun îi trimiseră o ștafetă
- Răspunsul lui Fereidun către feciorii săi
- Fereidun îl trimise pe Manucehr să lupte cu Șahii Tur și Salm
- Manucehr izbi oastea lui Tur
- Tur este ucis de mâna lui Manucehr
- Karen luă cetățuia lui Alen
- Izbirea lui Kakui, nepotul lui Zohhak
- Salm fugi și muri de mâna lui Manucehr
- Moartea lui Fereidun

VII. Manucehr
- Nașterea lui Zal
- Sam îl văzu în vis pe fiul său
- Zal în ospeție la Mihrab, șahul din Kabul
- Rudabe se sfătui cu sclavele sale
- Sclavele lui Rudabe merseră să-l vadă pe Zal-Zar
- Întoarcerea sclavelor la Rudabe
- Zal merse s-o vadă pe Rubade
- Nașterea lui Rostam
- Rostam ucise Elefantul Alb

X. Garșasb
- Rostam și-l însuși pe Rakș

XII. Kei Kavus
- Kavus ispitit de Eblis zbură spre cer
- Rostam îl aduse pe Kavus
- Povestea lui Sohrab. Preadoslovie
- Rostam merse la vânătoare
- Rostam ajunse în cetatea Semangan
- Tehmime, fata sultanului din Semangan, merse să-l afle pe Rostam
- Nașterea lui Sohrab
- Afrasiab trimise două căpetenii la Sohrab
- Kavus se mânie pe Rostam
- Sohrab întreabă pe Hedjir de numele căpeteniilor din Iran
- Sohrab înfruntă oastea lui Kavus
- Lupta dintre Rostam și Sohab
- Sohrab îl zvârli pe Rostam la pământ
- Sohrab fu ucis de Rostam
- Jalea lui Rostam la moartea lui Sohab
- Întoarcerea lui Rostam în Zabul Istan
- Maica lui Sohrab află despre moartea acestuia

XIII. Kei Khosro
- Povestea lui Bijan și Manjie. Preadoslovie
- Bijan porni să înfrunte mistreții
- Gurguin îl înșelă pe Bijan
- Bijan merse s-o privească pe Manije
- Bijan se duse la Manije în cort
- Manije îl duse pe Bijan în seraiul său
- Guersivez îl aduse pe Bijan dinaintea lui Afrasiab
- Kei Khosro Afrasiab îl zvârli pe Bijan în temniță
- Kei Khosro îl văzu pe Bijan în cupa care răsfrânge lumea
- Rostam își alcătui convoiul
- Rostam în cetatea Khotan la Piran
- Manije veni să-l vadă pe Rostam
- Bijan ghici venirea lui Rostam
- Rostam îl scoase pe Bijan din Temniță
- Rostam izbi în miezul nopții seraiul lui Afrasiab

XV. Goștasb
- Firdousi îl văzu pe Dakiki în vis
- Zardost apăru și Goștasb îi îmbrățișă credința
- Firdousi e nemulțumit de Dakiki
- Lupta lui Rostam cu Esfandiar
- Feciorii lui Esfandiar sunt uciși de Zevare și Faramurz
- Rostam fugi pe culmea unui munte
- Rostam se sfătui cu cei din neamul său
- Pasărea Simorgh îi arătă lui Rostam mijlocul de scăpare
- Rostasm ținti o săgeată în ochiul lui Esfandiar
- Isprava lui Rostam și-a lui Șeghad
- Rostam plecă în Kabul pentru a-l ajuta pe fratele său
- Șahul din Kabul săpa gropile pe locul de vânătoare. Rostam și Zevare căzură în ele
- Rostam îl ucise pe Șeghad și muri
- Zal află despre moartea lui Rostam. Faramurz aduse coșciugul lui Taică-său și-l puse într-un mormânt

XL. Kobad fiul lui Piruz
- Kobad își însuși credința lui Mazdak
- Kobad fiul lui Piruz. Prințul Kesra îl doborâ pe Mazdak și-l trimise la moarte
- Kobad fiul lui Piruz. Rapsodul își deplânse bătrânețea

XLI. Kesra Nușirvan
- Nurșirvan avu un vis și Bozordjmer veni la curte
- Bozordjmer tălmaci visul șahului
- Nușirvan dădu un praznic în cinstea mubezilor. Sfaturile lui Bozordjmer

L. YEZDEGHERD
- Saad , fiul lui Vakkas, cotropi Iranul — Yezdegherd trimise pe Rostam împotriva lui
- Scrisoarea lui Rostam către Saad, fiul lui Vakkas
- Răspunsul lui Saad, fiul lui Vakkas, la scrisoarea lui Rostam!
- Bătălia dintre Rostam și Saad, fiul lui Vakkas. Moartea lui Rostam
- Yezdegherd ținu sfat cu iranienii și se duse în Korasan
- Scrisoarea lui Yezdegherd către Mahut Suri și către Merzebantii din Korasan
- Yezdegherd ajunse la Tus, unde îl primii Mahui Suri
- Mahui Suri îl ațâță pe Bijan să pornească război cu Yezdegherd. Șahul își găsi loc de scăpare într-o moară
- Yezdegherd fu înjughiat de către morarul Koshro
- Bijan dădu bătălia cu Mahui și-l ucise
- Data desăvârșirii <<CRONICII ȘAHILOR>>, adică <<ȘAHE - NAME >> [13]

## Satiră împotriva Șahului Mahmud

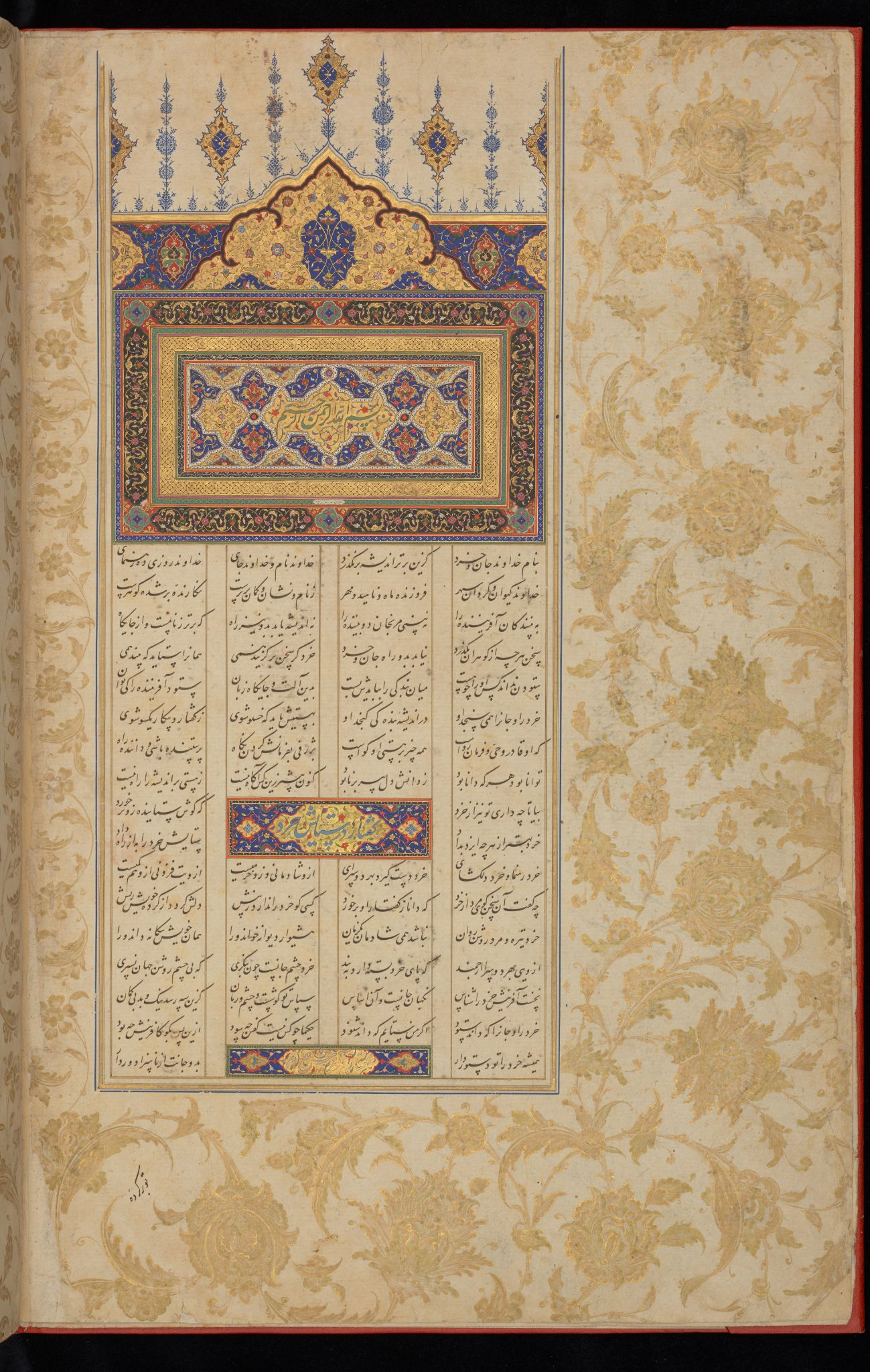
Frontispiciu iluminat (sarlawh) din Shahnameh lui Șah Abbas, realizat de Zayn al-‛Abidin Tabrizi. Qazvin, c. 1590–1600. Biblioteca Chester Beatty

În traducerea lui George Dan în cartea Șah-Name (Cronica Șahilor), culegere din epopeea persană întocmită și tălmăcită de George Dan, Editura Literatura Universală, București, 1969, satira împotriva Șahului Mahmud este redată astfel:
O, Mahmud, ce cucerit-ai
lumea,-atotputernic șah, 
dacă teamă n-ai de nimeni, 
teme-te atunci de-Allah! 
Cum șăhia-n lumea asta 
pământeană-i doar a ta, 
va să-ntrebi mirat: „Au cine 
strigă spre-a mă tulbura?"
Nu-mi știi inima de flăcări?
și nici paloșu-mi de-otel
sângerând? (vorbesc de pană
și cerneală) fugi de el!
Zisu-mi-ai «răucredinciosul
rătăcitul»? Șah zevzec,
eu sânt leul ce răcnește 
iară tu îmi zici berbec ! 
M-au pârât că, rău-de-gură,
mi-aș spurca și mi-aș huli 
însăși dragostea-mi din cuget 
pentru Mohamed și-Ali
Rob le-oi fi pân' răsări-va 
Ziua Marii Judecăți, 
chiar și dacă șahu-mi smulge
mădularele-n bucăți ! 
Nu-mi calc dragostea-n picioare 
pentru-acești Stăpîni din cer, 
chiar și dacă șahu-mi trece 
drept prin cap tăiosu-i fier ! 
Rob smerit, mi-ador Profetul 
și pe bravii lui urmași, 
dar și lui Ali îi laud
colbul sfinților săi pași; 
cine pentru-Ali nutrește
ură în lăuntrul său — 
spune-mi, nu-i pe fața lumii 
cel mai mare nătărău? 
M-ameninți că sub picioare 
de-elefanți o să-mi zdrumici 
trupul, preschimbat în mare 
vineție, cu bășici? 
Nu mi-i teamă cât în cuget
amîndurora mă-ncred, 
și cât inima. mi-i plină 
de Ali și Mohamed! 
Oare ce ne-a spus Acela 
ce lumină ne-a adus 
și porunci ne-a dat, canoane, 
pentru fiece supus?

…

## Rolul femeilor în poem

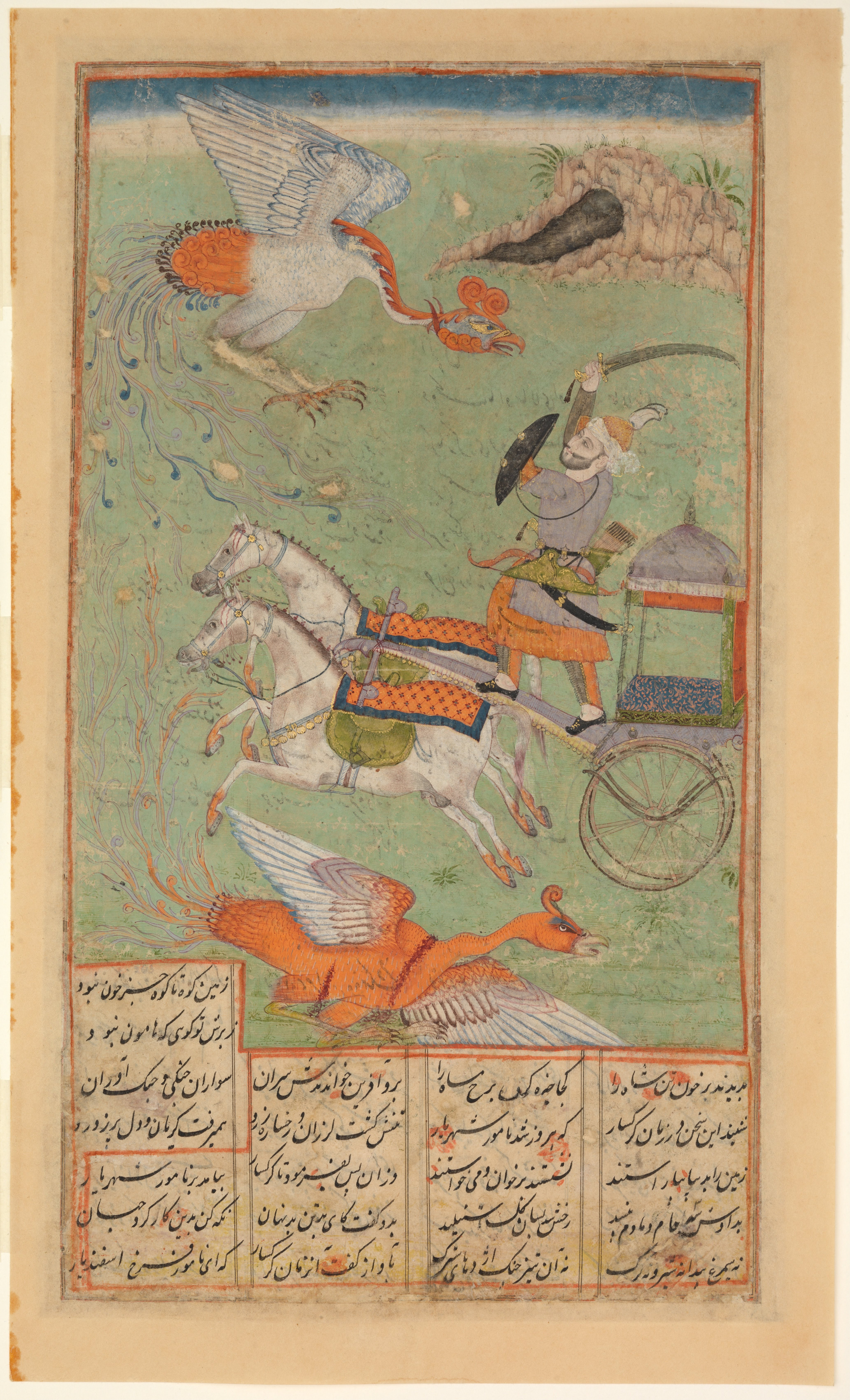
A cincea probă a lui Esfandiyar - El ucide simurgul, Folio din Shahnameh în stilul Kangra. Kangra, 1695. Biblioteca Chester Beatty

S-ar putea părea că lumea Șah-Namé este orientată către bărbați doar cu valorile lor cavalerești. Cu toate acestea, și femeile își joacă rolul și acesta este unul interesant. Eroii lui Firdousi se luptă frecvent cu dragonii, dar spre deosebire de majoritatea omologilor lor europeni, rareori o fac de dragul unei prințese frumoase; o fac, în principal, de dragul luptei cu dragonii. Prințesele din poem, pe de altă parte, luptă adesea pentru eroii lor.
Principalele idei care sunt propagate în poem sunt:
- legitimitatea puterii regale
- ierarhia socială strictă și
- subordonarea vasalilor față de suzeranii lor și responsabilitatea fiecărei clase pentru îndatoririle sale.

Granițele dintre clase nu sunt în niciun caz traversate. Acest lucru se aplică de asemenea la relația dintre sexe. 
- Dacă o femeie sau o fată de origine nobilă, în special una dintr-o familie regală, se îndrăgostește de un bărbat dintr-o clasă inferioară decât ea însăși, ea se simte liberă să-și exprime sentimentele într-un mod nu mai puțin îndrăzneț decât orice bărbat de nivelul ei și rămâne superiorul celor doi. Acest lucru este demonstrat în mod viu în mai multe povești. De exemplu, eroul, Zal, vine împreună cu Rudaba, fiica șahului din Kabul, împotriva voinței tatălui Zal Sam. Tahmina, mama lui Suhrab, se oferă celebrului erou Rustam să-i nască copilul, aflând că stă o noapte în palatul tatălui ei. Prințesa Manizha, fiica regelui Turanian Afrasiyab, vede un tânăr erou iranian frumos, Bizhan, în pădure și își convinge doica să-l aducă la cortul ei pentru câteva zile. Mai târziu, îl droghează, îl răpește și îl duce înapoi la Turan.
- Situația este mai complicată în ușurința membrilor acelorași pături sociale. Când Sudaba, soția regelui Kay Kavus, se îndrăgostește de fiul vitreg, prințul Siyavush, ea este încrezătoare că el nu va putea respinge avansurile ei; dar consecințele dezastruoase pentru amândoi – Siyavush este ucisă în Turan și Sudaba ea însăși este ucisă pentru a-și răzbuna moartea – arată că comportamentul ei a încălcat ceea ce este acceptabil.
- Dacă o fată este sclavă și este iubita unui rege, aceasta îi dă dreptul de a fi tratată în mod egal cu partenerul ei regal. O arată povestea dură a regelui Bahrain Gur și a unei sclave, cântăreața de harpă Azada, pe care îl călcă în picioare sub copitele cămilei, pentru că ea îi reproșează cruzimea lui în timpul vânătorii. Povestea lui Khusrau și Shirin arată, de asemenea, lipsa de statut acordată fetei care, în mod clar, nu este de origine regală, prin umilirea ei de către curtenii lui Khusrau.

În general, însă, în afară de unele dintre aceste exemple, personajele femeilor din Shahnama sunt mai puțin dezvoltate decât personajele bărbaților și sunt portretizate cu puțină profunzime psihologică.

## Locuri geografice din Șah-Namé

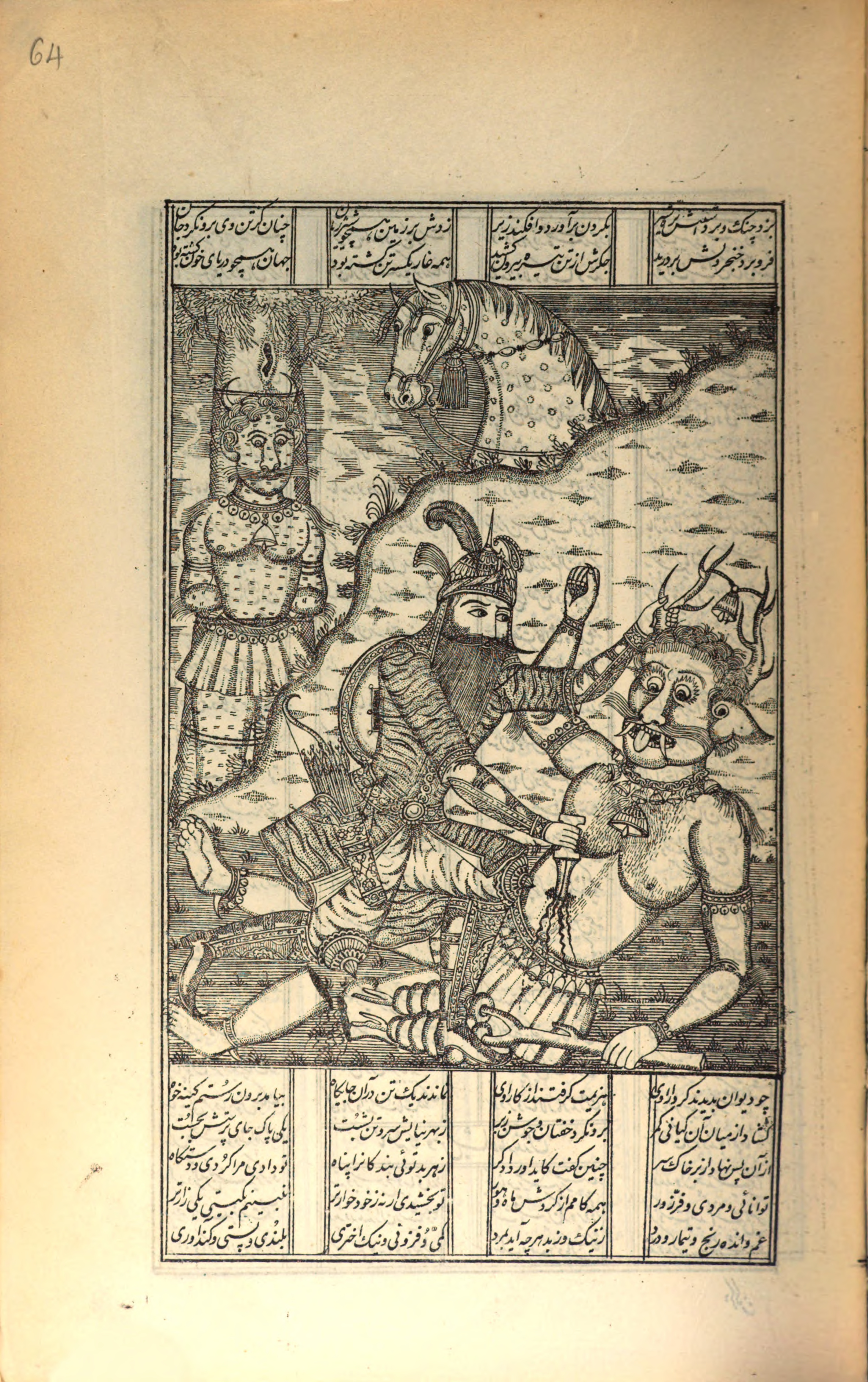
Rostam ucide pe Div-e Sepid, ilustrație din Shahnameh-ye Kajuri, primul Shahnameh litografiat iranian. Teheran, 1851–53. Biblioteca de stat bavareză

Examinând inscripția lui Shapur I, sursele istoricilor bizantini și corespondența acesteia cu rapoartele istoricilor musulmani, s-a determinat poziția zonelor menționate în poem. Locația tribului Bahleh era între Hit și Raqqah, iar Khosrow a ajuns la acest trib între aceste două orașe.
Karestan este numele roman al orașului de graniță Harran (Carrehae), care a fost schimbat în (Kar + Stan) în Shahnameh. Numele Manuy este derivat din combinația Mannuorrha Auyreth și este numele cetății din Edessa / Urhāy. Varigh / Urigh este o altă pronunție a lui Auyreth =Irrite, numele unui oraș antic situat la nord-vest de Mesopotamia, între Harran și Carchamishe, și astăzi numit Irridu / ordi. În limba mazandarani, Duke înseamnă potecă dificilă, prăpastie și vale. Având în vedere împărțirea trupelor în trei grupuri și pozițiile muntoase ale lui Duke și Ganzak, Ferdousi însemna drumul Duke și Three Dukes, ar fi însemmnat că Khosrow a traversat cele trei divizii masive prin trei drumuri dificile / Văi și prăpăstii. De asemenea, în Shahnameh, Duke Mountain, Duke Plain și Three Dukes Road se referă la drumul greu, văile și prăpăstiile câmpului de luptă.

## Cuvinte arabe în poem
Šāh-nāma are relativ puține împrumuturi arabe. Cei mai mulți comentatori susțin dezinvolt, ca E. G. Browne (1862-1926; q.v.), că Ferdousi „a evitat în mod conștient folosirea lor... pentru că le simțea a fi nepotrivite subiectului poemului său, dar chiar și pe vremea lui multe cuvinte arabe au devenit atât de ferm stabilite în limbă, încât a fost imposibil să se evite utilizarea lor.”
Ferdousi însuși, deși probabil un naționalist de limbă (ʿAjam zenda kardam bedin Pārsi „I-am adus la viață pe perși cu acest persan” în satiră – dacă acest vers este autentic), nu afirmă în mod explicit că și-a redus la minimum utilizarea arabă.

## Religia înȘah-Namé
Firdoùsi nu începe poemul cu episodul din Zoroastrism, pe care îl citează din versiunea lui Daqiqi, ci mai degrabă cu o relatare a creației lumii care, spre deosebire de istoricii islamici care scriu înainte de Firdoùsi, nu încearcă să accepte un Coran. „Viziune ană asupra creației și istoriei umane, dar nici nu oferă o cosmologie dominată sau bine informată de teologia zoroastriană. 
În mod similar, Firdoùsi tinde să prezinte Iranul preislamic ca având o istorie religioasă consecventă și poate evita să înceapă cu convertirea lui Goshtāsp la religia lui Zoroastru, așa cum îl face pe Daqiqi să pară să facă, pentru a minimiza rolul conflictului religios în istoria iraniană, divergând din nou de la istoricii perioadei islamice care scriau înaintea lui.

## Ilustrații
Printre numeroasele lucrări ale literaturii clasice care formează corpul extins de ilustrare a manuscriselor persane, Šāh-nāma a lui Ferdousi ocupă locul de mândrie. Sute de volume ilustrate supraviețuiesc astăzi, fără îndoială - doar o fracțiune din producția artistică reală care a început în perioada Il-khanid (mongolă), dacă nu mai devreme, și a continuat în epoca modernă - atât în formă pictată, cât și tipărită (Robinson, 1983).

### Cele mai vechi manuscrise
Supraviețuirea poemului este în sine o poveste remarcabilă: nu se cunosc detalii despre istoria sa timpurie. Între moartea lui Firdoùsi și data primului manuscris cunoscut despre Șah-Namé, descoperit întâmplător la Florența în 1977, au trecut aproape exact 200 de ani. Textul, care este incomplet, este datat 1217 - ajunul invaziilor mongole ale lui Genghis Khans în Iran, în timpul căreia multe alte copii ar fi putut pieri în distrugerea orașelor și bibliotecilor în care au fost păstrate. Nu se cunoaște cu certitudine ce a scris Firdoùsi de fapt: nu există niciun text care să supraviețuiască din timpul vieții sale, cu atât mai puțin copia proprie a poeților. Deși a devenit la fel de popular ca orice carte sfântă, textul nu a fost niciodată canonizat și peste mileniul existenței sale a dat naștere atât de multe versiuni, încât este imposibil acum să se recupereze originalul. 
După manuscrisul din Florența, există unul în Biblioteca Britanică din 1276 și nimic altceva înainte de secolul al XIV-lea. Cu toate acestea, de la începutul secolului înainte, producția de copii o depășește pe cea a tuturor celorlalte manuscrise literare persane, deoarece Shahnamma a ajuns să aibă o atractivitate comercială înfloritoare, în special asociat cu atelierele din Shiraz.
Hamd-Allah Mustaufi (d. r.I345) a scris o istorie valoroasă a mongolilor și a orașului său natal, Qazvin, și o geografie a Iranului precum și o „ediție critică” a Șah-Namé, precum a scris și o continuare în versuri numită Zajarnama (Cartea Victoriei), povestind istoria Iranului de la punctul în care poemul Firdousi s-a terminat până în 1334.
La aproape un secol după ediția lui Mustaufi, apare o altă versiune a poemului, sponsorizată de prințul Baysunghur. Revizuirile au fost începute în 1426 și încorporate într-un manuscris superb, care a fost finalizat în februarie 1430, cu o nouă prefață în proză privind autorul și poemul.
Cele mai vechi copii ilustrate cunoscute ale poemului sunt nedatate și nu se știe sigur unde sau pentru cine au fost făcute.

### Producția de manuscrise înShiraz
Există mult mai multă certitudine cu privire la un grup de manuscrise create în timpul prăbușirii guvernului central mongol în 1335.
- Patru Șah-Namé ilustrate sunt cunoscute din perioada Injiiid.
- Doar două Șah-Namé ilustrate sunt cunoscute din perioada domniei Muzaffarid, primul produs în 1371, cu doar douăsprezece picturi, iar al doilea - în 1393-1394, la scurt timp după distrugerea din dinastia Muzaffarid de mâna lui Timur, cu șaizeci și șapte.[19]

### Imagini în surse literare și monumente
În ciuda absenței oricăror copii ilustrate existente (sau a oricărei copii, de altfel) ale Šāh-nāma lui Firdousi databile în perioada imediat următoare compilării sale, există dovezi convingătoare pentru pictorializarea personajelor și episoadelor epice de la sfârșitul secolelor al XI-lea- al XIII-lea. Paginile Šāh-nāma au fost ilustrate pentru prinții dinastiei Qarakhanid (Ilak-Khanid) din Samarqand.
O pictură murală fragmentară, datând probabil de la începutul secolului al XIII-lea și înfățișând două zone suprapuse cu figuri identificabile din poveștile Šāh-nāma — în partea de jos, modul în care tânărul lider Ferēdun l-a învins pe tiranicul uzurpator Żaḥḥāk; și în partea de sus, modul în care Sindoḵt și-a reproșat fiicei sale Rudāba că îl iubește pe Zāl - oferă o idee despre forma probabilă a unor astfel de reprezentări monumentale.

### Imagini și obiecte
În artele medievale ale obiectului, și, în special, pe vasele portabile din ceramică și din metal realizate în Persia și în regiunile învecinate în secolele al XII-lea și al XIII-lea, istoria timpurie și iconografia imaginilor Šāh-nāma pot fi pe deplin apreciate. Un exemplu izbitor este un pahar de ceramică intact, de 12 cm înălțime și cu decor policrom mināʾi (pictat cu email) în trei registre suprapuse, fiecare conținând, la rândul lor, patru panouri cu scene din povestea lui Bižan și Maniža.

### Ilustrații în manuscrise
Istoria documentată a ilustrației Šāh-nāma sub formă de manuscris începe în perioada Il-khanid (1256-1353), coincide cu începutul istoriei canonice a picturii persane și, mai precis, în jurul anului 1300. Faptul că epopeea lui Ferdousi a avut o atracție deosebită în această perioadă este atestat de faptul că o treime din manuscrisele ilustrate care au supraviețuit din prima jumătate a secolului al XIV-lea se întâmplă să fie copii ale Šāh-nāma, cu mult mai mult decât orice alt text literar.

### Ilustrație în ediții tipărite
Dacă secolul al XIX-lea a marcat declinul manuscriselor pictate ale epopeii lui Firdoùsi, el a anunțat și inițierea edițiilor tipărite – și mai precis litografiate. Primele astfel de volume de litografie cu imagini au fost tipărite la Bombay în 1262/1846 și 1266/1849, la Teheran în 1265-67/1851-53 și la Tabriz în 1275/1858, fiecare cu 57 de ilustrații integrate cu pasaje de text relevante, ca în vechea tradiție manuscrisă. După o pauză de câteva decenii, încă două ediții au fost tipărite la Teheran în 1307/1889 cu 62 de scene și în 1316/1898 cu 63, respectiv (Marzolph și Mohammadi).
Ultimul Šāh-nāma litografiat cu ilustrații a fost finalizat la Teheran în 1909 sub sponsorizarea lui Ḥosayn-Pāšā Khan Amir Bahādor, un oficial influent Qajar la sfârșitul secolului al XIX-lea și începutul secolului al XX-lea.

## Șah-Namé-ul lui Shah Tahmasp
Șah-Namé-ul lui Shah Tahmasp (r. 1524–76), cunoscut și sub numele de Shahnama-yi Shahi, este probabil cea mai luxoasă copie a epopeei lui Firdousi produsă vreodată în istoria picturii persane. Paginile sale, cu dimensiuni remarcabile pentru o carte ilustrată (aproximativ 48 x 32 cm), sunt realizate din hârtie fină îmbogățită cu chenaruri mari presărate cu aur și iluminații generoase. Însoțind cele 759 de folii de text, scrise într-un script nasta‘liq superb, sunt 258 de picturi de o calitate rafinată și originalitate artistică.
Acest proiect a fost realizat la atelierul regal din Tabriz, prima capitală a dinastiei Safevide, și a implicat două generații dintre cei mai renumiți artiști ai vremii. Printre aceștia s-au numărat Sultan Muhammad, Mir Musavvir și Aqa Mirak, care s-au succedat în calitate de directori ai proiectului de-a lungul anilor. Savanții încă nu sunt de acord cu privire la datele efective de execuție a manuscrisului. A început pe la începutul anilor 1520, probabil sub Șah Isma‘il (r. 1501–24), fondatorul dinastiei, și a fost realizat timp de cel puțin încă douăzeci de ani sub Shah Tahmasp, sponsorul principal dedicat al manuscrisului.

## Șah-Namé, sursă pentru narațiunile populare

### În narațiuniledāstān
Narațiunile dāstān sunt narațiuni ficționale în proză cu caracteristici structurale și tematice comune înrădăcinate în tradiția povestirii orale, lucrări voluminoase cu intrigi ramificate, relatează aventurile eroico-romantice ale eroilor lor eponimi, adesea cu un accent religios, islamic. Scrierea dāstān-urilor a început cel mai probabil în secolul al XI-lea; tradiția compoziției lor a supraviețuit până în a doua jumătate a secolului al XIX-lea, în timp ce răspândirea lor în tipărire litografică și tipografică ca „broșuri populare” a continuat până în secolul al XX-lea.
Alte dāstān-uri în care sunt tratate isprăvile eroilor comuni cu Šāh-nāma, și anume Dārāb-nāma și Eskandar-nāmas safavide, demonstrează doar o slabă legătură cu versiunea lui Firdoùsi.

### În subiect
Šāh-nāma oferă una dintre sursele pentru povestea lui Alexandru (Eskandar) cel Mare din anonimul Eskandar-nāma. Episoadele comune includ nașterea lui Eskandar la uniunea întreruptă brusc a lui Dārāb și Nāhid, fiica lui Filfus (adică, Filip), cearta lui Eskandar cu fratele său vitreg Dārā și asasinarea acestuia din urmă, lupta cu regele indian Fur, vizita lui Eskandar la Mecca și pelerinajul la Kaʿba, vizita sa la Qaydāfa, regina din Andalos, întâlnirea sa cu davāl-pāyān, călătoria lui Eskandar către Țara Întunericului în căutarea apei vieții (Āb-e ḥayāt).
Pe lângă împrumutarea subiectului lui Alexandru, influența Šāh-nāma este evidentă în poveștile introduse în narațiunea principală a Eskandar-nāma. În forma sa inițială, Eskandar-nāma cuprindea aproximativ treizeci și șapte de povești, adunate de compilatorul original cel mai probabil la sfârșitul secolului al XII-lea și eliminate sau prescurtate de un redactor medieval, probabil în secolul al XIV-lea.

### În narațiunile povestitorilor (ṭumār)
Un ṭumār este povestea de bază scrisă a unei narațiuni în proză interpretată oral, intercalate ocazional cu versuri. Ṭumār-urile au fost compilate de povestitori profesioniști (naqqāl) pentru a fi folosite în procesul de ucenicie sau în timpul unui spectacol ca suport de memorie (Maḥjub, „Taḥawwol-e naqqāli”).
Povestitorii analfabeți obișnuiau să asculte sulurile citite cu voce tare, memorându-le. Interpreții care s-au specializat în repovestirea Šāh-nāma în proză și, din când în când, recitau și versuri din epopee, erau cunoscuți ca Šāh-nāmaḵˇāns. 
Šāh-nāma a fost o prezență constantă în repertoriul naqqāli în perioadele Safavid și Qajar. După 1929, a înlocuit cu totul alte opere epice și proză tradiționale ca urmare a controlului guvernamental asupra divertismentului popular, astfel încât astăzi naqqāli este în general identificat cu Šāh-nāma.

### În povești și legende
O vastă colecție de povești și legende bazate pe Šāh-nāma a fost adunată și publicată de Sayyed Abu'l-Qāsem Enjavi Širāzi în trei volume (Mardom wa Ferdowsi; Mardom wa Šāh-nāma; Mardom wa qahramānān-e Šār-nāma; într-un set în trei volume ca Ferdowsi-nāma). Înrădăcinat în Šāh-nāma, materialul folcloric din colecție se bazează, de asemenea, din abundență în ciclul epic persan și împărtășește mult subiect cu ṭumāri.

## Influența culturală
Șirvanșahii au adoptat multe dintre numele lor din Șah-name.
La curtea otomană exista un „șahnamegiu”, adică un poet care trebuia să compună în limba turcă opere în stilul epopeii Șah-Namé.

## Istoria traducerilor poemului
Traducerea poemului Șah-Namé în Occident a început în secolul al XVIII-lea. Înainte de aceasta, traducătorii arabi și turci făcuseră redări ale cărții. Începutul secolului al XIX-lea a fost începutul romantismului în literatura europeană.
În limba engleză, o traducere parțială a poemului a apărut în secolul al XVIII-lea (Champion, 1785), cu multe altele urmând în prima jumătate a secolului al XIX-lea (Atkinson, 1814; Weston, 1815; Robinson, 1819; Robertson, 1829; Costello, 1845), toate înainte ca versiunea lui Matthew Arnold a episodului Rostam și Sohrāb să-l aducă pe Firdoùsi în atenția generală a publicului anglofon. Aceste traduceri, precum și adaptarea ulterioară a lui Helen Zimmern și traducerea integrală în versuri de către frații Arthur George și Edmond Warner, nu au reușit într-o măsură mai mare sau mai mică în a aduce Firdoùsi la viață în limba engleză, fie că nu au înțeles pe deplin și aprecia estetica lui Ferdousi sau nu erau pe deplin capabili să-i învie pentru englezi sau pentru că comparațiile negative cu Homer otrăviseră deja fântâna.
Situația traducerii s-a schimbat foarte mult din anii 1960, odată cu apariția traducerii prescurtate în proză a lui Reuben Levy și a traducerilor de sine stătătoare în versuri albe ale diferitelor episoade ale poemului lui Jerome Clinton și Dick Davis și, în sfârșit, traducerea completă prosimetrică a acestuia din urmă, acum este posibil pentru cititorii fără persană să aprecieze poemul, fie în episoade alese (Sohrāb, Seyāvash, Esfandyār), fie în întregime.

## Traducerile poemului
Șah-Namé a fost tradus în peste 30 de limbi precum arabă, armeană, engleză, daneză, franceză, germană, japoneză, italiană, latină, poloneză, română, rusă, turcă, ucraineană și urdu. 
Traducerea în limba română a fost realizată de George Dan în Șah-Name (Cronica Șahilor), culegere din epopeea persană întocmită și tălmăcită de George Dan, Editura Literatura Universală, București, 1969.

## Patrimoniul României
Biblioteca Academiei Române deține din 1903 un exemplar din Cartea regilor în manuscris pe hârtie, din secolul al XVIII-lea, provenit din colecția familiei Gh. V. Bibescu. Manuscrisul, în format 36 x 22 cm, legat în marochin cu ornamente aurite, compus din 573 file scrise pe 4 coloane, este ilustrat cu 77 de miniaturi reprezentând scene de luptă, de vânătoare sau de curte.